# Маринели (Бриндизи)
Маринели (итал. Marinelli) је насеље у Италији у округу Бриндизи, региону Апулија.
Према процени из 2011. у насељу је живело 97 становника. Насеље се налази на надморској висини од 391 м.